# Eldersloo
Eldersloo é uma aldeia pertencente ao município de Aa en Hunze, na província de Drente, Países Baixos. Tem uma população de, aproximadamente, 47 habitantes.